# Groenten uit Balen (film)
Groenten uit Balen is een Vlaamse langspeelfilm uit 2011 van Frank Van Mechelen naar het gelijknamige toneelstuk van Walter van den Broeck geadapteerd door Guido Van Meir en de schrijver zelf. De film vertelt het verhaal van de staking van 1971 in de Balense zinkfabriek van Vieille-Montagne.

## Verhaal
In Groenten uit Balen wordt een arbeidersgezin gevolgd tijdens de negen weken durende staking. Het gezin woont in een kleine woning in de cité, vlak aan de fabriek.  Dochter Germaine Debruycker is achttien en hoopt zich te verbeteren in het leven ten opzichte van haar ouders. Ze heeft een baan als kassière in de GB van Mol. Haar vader Jan Debruycker is de kostwinner van het gezin en werkt als arbeider voor Vieille-Montagne. Bij de arbeiders breekt een wilde, door de vakbonden niet erkende, staking uit om het lage uurloon omhoog te krijgen. Het gezin valt zoals alle stakers in de cité zonder inkomen.

## Productie
De opnames hadden plaats in Balen, onder meer in de fabriek uit 1910 (heden van Nyrstar) in Balen-Wezel in november 2010. Ook de oude refter van de Umicorefabriek in Olen, en de fabriekswijk Klein Rusland in Zelzate werden als locatie gebruikt. De GB werd gevonden in Alken aan het Laagdorp.  De voormalige supermarkt daar werd gebruikt voor binnen- en buitenopnamen. De oude cinema Rex in Essen was ook een locatie naast het oud gemeentehuis van Kapellen waar zowel een bureau van een bankdirecteur als een lokettenzaal van een ASLK-bankkantoor en een kapsalon met oude haardrogers werden nagebouwd. De villawijk, waar de familie Verheyen woont, is de Europawijk in het Molse gehucht Millegem.
Jef Sleeckx, indertijd nauw betrokken bij de staking, werd gevraagd als historisch adviseur de correctheid van de film te bewaken en de cruciale momenten van de staking te identificeren. 
Schrijver Walter van den Broeck en zijn zoon Stefan spelen ook een korte gastrol. De massascène met de betogende stakers in optocht, gepland met 300 figuranten op 11 november 2010 moest een week uitgesteld worden door de barslechte weersomstandigheden die dag.
Het originele toneelstuk, Groenten uit Balen, werd op 8 januari 1972 gecreëerd door het Brussels Kamertoneel. Johan Van der Bracht en Wim Meeuwissen regisseerden en Jos Simons, Arnold Willems, Joanna Geldhof, Annelies Vaes en Johan Van Lierde acteerden. Ondertussen werd het stuk in Vlaanderen honderden malen op het toneel gebracht. In 1983 werd de herneming van BENT door de toenmalige BRT-televisie uitgezonden met Annelies Vaes, Jos Simons, Willy Van Heesvelde, Arnold Willems, Suzanne Juchtmans en Hans Royaards in een regie van Luc Segers en Jaak Vissenaken.

## Rolverdeling
| Acteur                 | Personage          |
| ---------------------- | ------------------ |
| Evelien Bosmans        | Germaine Debruyker |
| Stany Crets            | Jan Debruycker     |
| Tiny Bertels           | Clara Debruycker   |
| Michel Van Dousselaere | Bompa Debruycker   |
| Clara Cleymans         | Alice              |
| Maarten Ketels         | Leo                |
| Lucas Van den Eynde    | Piet Poppeliers    |
| Herwig Ilegems         | Rik                |
| Koen De Bouw           | Mijnheer Verheyen  |
| Veerle Dobbelaere      | Mevrouw Verheyen   |
| Bart Hollanders        | Luc Verheyen       |
| Mathijs Scheepers      | Jef Sleeckx        |
| Axel Daeseleire        | Marcel             |
| Luc Nuyens             | Frans              |
| Tom Dewispelaere       | Kris               |
| Warre Borgmans         | Bankdirecteur      |
| Ben Segers             | Lode               |
| Rik Verheye            | Mondje             |
| Natalia Druyts         | Nicole             |

## Erkenning
Evelien Bosmans kreeg voor haar rol de Ensor Beste actrice 2012 tijdens het Filmfestival Oostende, Tiny Bertels de Ensor Beste actrice in een bijrol en Lucas Van den Eynde de Ensor Beste acteur in een bijrol.